# Live at Hammersmith Odeon
A Live at Hammersmith Odeon az angol Black Sabbath heavy metal együttes 2007-ben megjelent koncertlemeze. A felvételek a Mob Rules turnéjának három koncertjéből készültek, 1981. december 31-én, 1982. január 1-jén és 2-án.

## Számlista
1. "E5150" (Ronnie James Dio, Tony Iommi, Geezer Butler)
2. "Neon Knights" (1982. január 2.) (Dio, Iommi, Butler, Bill Ward)
3. "N.I.B." (1982. január 1.) (Ozzy Osbourne, Iommi, Butler, Ward)
4. "Children of the Sea" (1982. január 1.) (Dio, Iommi, Butler, Ward)
5. "Country Girl" (1982. január 1.) (Dio, Iommi, Butler)
6. "Black Sabbath" (1981. december 31.) (Osbourne, Iommi, Butler, Ward)
7. "War Pigs" (1982. január 1.) (Osbourne, Iommi, Butler, Ward)
8. "Slipping Away" (1981. december 31.) (Dio, Iommi, Butler)
9. "Iron Man" (1982. január 1.) (Osbourne, Iommi, Butler, Ward)
10. "The Mob Rules" (1981. december 31.) (Dio, Iommi, Butler)
11. "Heaven and Hell" (1982. január 1.) (Dio, Iommi, Butler, Ward)
12. "Paranoid" (1981. december 31.) (Osbourne, Iommi, Butler, Ward)
13. "Voodoo" (1982. január 2.) (Dio, Iommi, Butler)
14. "Children of the Grave" (1981. december 31.) (Osbourne, Iommi, Butler, Ward)

## Közreműködők
- Ronnie James Dio – ének
- Tony Iommi – gitár
- Geezer Butler – basszusgitár
- Vinny Appice – dob
- Geoff Nicholls – billentyűs hangszerek